# Cros-de-Géorand
Pour les articles homonymes, voir Cros.
Cros-de-Géorand est une commune française, située dans le département de l'Ardèche en région Auvergne-Rhône-Alpes.

## Géographie

### Situation et description
Cros-de-Géorand est un petit village à l'aspect essentiellement rural des Cévennes Ardéchoises. À ce titre, la commune est rattachée à la communauté de communes de la Montagne d'Ardèche.

### Communes limitrophes
Cros-de-Géorand est limitrophe de six communes, toutes situées dans le département de l'Ardèche et réparties géographiquement de la manière suivante :

### Climat
Pour des articles plus généraux, voir Climat d'Auvergne-Rhône-Alpes et Climat de l'Ardèche.
En 2010, le climat de la commune est de type climat de montagne, selon une étude du CNRS s'appuyant sur une série de données couvrant la période 1971-2000. En 2020, Météo-France publie une typologie des climats de la France métropolitaine dans laquelle la commune est exposée à un climat de montagne ou de marges de montagne et est dans la région climatique Sud-est du Massif Central, caractérisée par une pluviométrie annuelle de 1 000 à 1 500 mm, minimale en été, maximale en automne.
Pour la période 1971-2000, la température annuelle moyenne est de 7,7 °C, avec une amplitude thermique annuelle de 15,8 °C. Le cumul annuel moyen de précipitations est de 1 263 mm, avec 9,9 jours de précipitations en janvier et 6,4 jours en juillet. Pour la période 1991-2020, la température moyenne annuelle observée sur la station météorologique installée sur la commune est de 8,0 °C et le cumul annuel moyen de précipitations est de 1 410,4 mm,. Pour l'avenir, les paramètres climatiques de la commune estimés pour 2050 selon différents scénarios d'émission de gaz à effet de serre sont consultables sur un site dédié publié par Météo-France en novembre 2022.
| Mois                                  | jan.           | fév.             | mars           | avril            | mai             | juin            | jui.            | août          | sep.            | oct.          | nov.             | déc.             | année     |
| ------------------------------------- | -------------- | ---------------- | -------------- | ---------------- | --------------- | --------------- | --------------- | ------------- | --------------- | ------------- | ---------------- | ---------------- | --------- |
| Température minimale moyenne (°C)     | −3,5           | −3,7             | −1,4           | 0,9              | 4,6             | 8               | 9,9             | 9,4           | 6,4             | 4,3           | 0,4              | −2,5             | 2,7       |
| Température moyenne (°C)              | 0,3            | 0,9              | 4              | 6,6              | 10,4            | 14,2            | 16,6            | 16,3          | 12,4            | 8,9           | 4,2              | 1,1              | 8         |
| Température maximale moyenne (°C)     | 4,1            | 5,4              | 9,5            | 12,2             | 16,2            | 20,3            | 23,3            | 23,3          | 18,4            | 13,6          | 8                | 4,8              | 13,3      |
| Record de froid (°C) date du record   | −29 05.01.1971 | −26,8 15.02.1956 | −24,5 01.03.05 | −10,1 19.04.1974 | −8,4 01.05.1976 | −3,8 04.06.1962 | −3,2 07.07.1962 | −4 31.08.1986 | −6,8 20.09.1962 | −9,5 26.10.03 | −17,2 27.11.1955 | −23,1 30.12.1964 | −29 1971  |
| Record de chaleur (°C) date du record | 18,5 27.01.16  | 22,5 26.02.19    | 22,2 16.03.19  | 25,5 07.04.11    | 29,4 22.05.22   | 37,7 27.06.19   | 35 30.07.1983   | 36,3 12.08.03 | 31,5 17.09.20   | 28,6 09.10.23 | 22,6 01.11.20    | 17,2 31.12.21    | 37,7 2019 |
| Précipitations (mm)                   | 115,4          | 76,2             | 80,2           | 127,1            | 125,1           | 87              | 72,5            | 71            | 140,1           | 181,1         | 213,7            | 121              | 1 410,4   |

### Hydrographie
La partie méridionale du territoire communal est traversé par la Loire, le plus grand fleuve français mais qui n'est encore qu'un torrent qui s'écoule depuis sa source du mont Gerbier de Jonc situé dans les communes voisines de Sainte-Eulalie et de Saint-Martial. La commune est également traversée par le Gage et le Tauron, respectivement affluent et sous-affluent de la Loire.

## Urbanisme

### Typologie
Au 1er janvier 2024, Cros-de-Géorand est catégorisée commune rurale à habitat très dispersé, selon la nouvelle grille communale de densité à 7 niveaux définie par l'Insee en 2022.
Elle est située hors unité urbaine et hors attraction des villes,.

### Occupation des sols
L'occupation des sols de la commune, telle qu'elle ressort de la base de données européenne d’occupation biophysique des sols Corine Land Cover (CLC), est marquée par l'importance des forêts et milieux semi-naturels (80,9 % en 2018), en diminution par rapport à 1990 (82,4 %). La répartition détaillée en 2018 est la suivante : 
forêts (43,8 %), milieux à végétation arbustive et/ou herbacée (36,7 %), prairies (17,3 %), eaux continentales (1,8 %), espaces ouverts, sans ou avec peu de végétation (0,5 %).
L'évolution de l’occupation des sols de la commune et de ses infrastructures peut être observée sur les différentes représentations cartographiques du territoire : la carte de Cassini (XVIIIe siècle), la carte d'état-major (1820-1866) et les cartes ou photos aériennes de l'IGN pour la période actuelle (1950 à aujourd'hui).

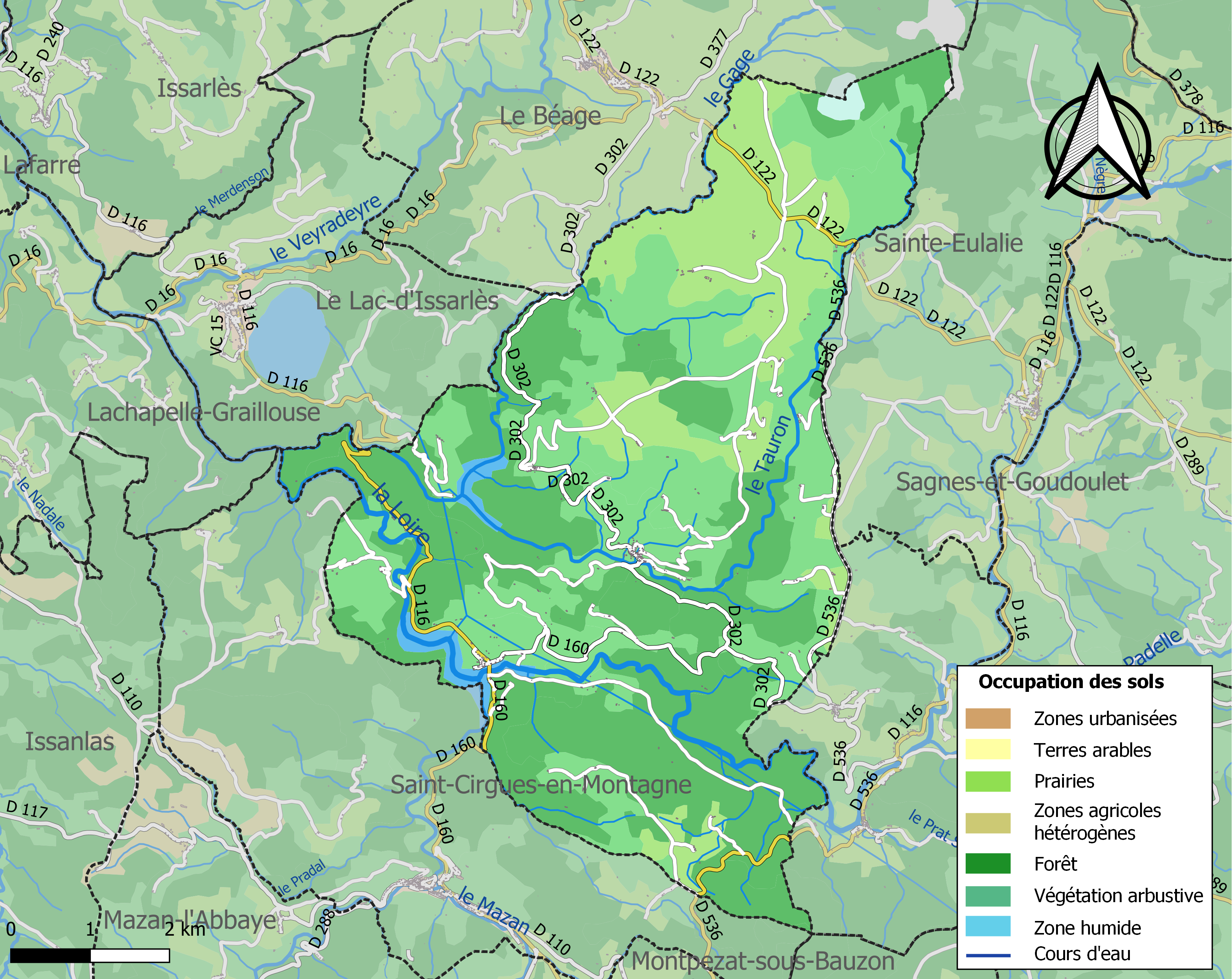
Carte des infrastructures et de l'occupation des sols de la commune en 2018 (CLC).

### Risques naturels

#### Risques sismiques
L'ensemble du territoire de la commune de Cros-de-Géorand est situé en zone de sismicité no 2 (sur une échelle de 5), comme la plupart des communes situées sur le plateau et la montagne ardéchoise.
| Type de zone | Niveau           | Définitions (bâtiment à risque normal) |
| ------------ | ---------------- | -------------------------------------- |
| Zone 2       | Sismicité faible | accélération = 1,1 m/s2                |

## Politique et administration

### Liste des maires
| Période                                  | Période                   | Identité                       | Étiquette | Qualité                  |
| ---------------------------------------- | ------------------------- | ------------------------------ | --------- | ------------------------ |
| Les données manquantes sont à compléter. |                           |                                |           |                          |
|                                          | 1808                      | Pierre Habauzit                |           |                          |
| 1808                                     | 1821                      | Jean Charles Cortial           |           |                          |
| 1820                                     | 1821                      | Jean Pierre Moulin             |           |                          |
| 1821                                     | 1825                      | Jean Louis Chabanis            |           |                          |
| 1825                                     | 1843                      | Jacques Breysse                |           |                          |
| 1843                                     | 1874                      | Jean Baptiste Gilbert Rochette |           | Expert Géomètre du Poyet |
| 1874                                     | 1877                      | Augustin Gineys                |           |                          |
| 1877                                     | 1881                      | Célestin Rochette              |           | du Poyet                 |
| 1881                                     | 1885                      | Joseph Augustin Brun           |           |                          |
| 1885                                     |                           | Léon Baubet                    |           |                          |
| 1983                                     | 2005                      | Bernard Arcis                  |           |                          |
| 2005                                     | mars 2008                 | Fernand Gineys                 |           |                          |
| mars 2008                                | mai 2020                  | Françoise Laurent              | DVD       | Agricultrice retraitée   |
| mai 2020                                 | En cours (au 6 août 2020) | Sébastien Pradier              |           |                          |

## Population et société

### Démographie
L'évolution du nombre d'habitants est connue à travers les recensements de la population effectués dans la commune depuis 1793. Pour les communes de moins de 10 000 habitants, une enquête de recensement portant sur toute la population est réalisée tous les cinq ans, les populations de référence des années intermédiaires étant quant à elles estimées par interpolation ou extrapolation. Pour la commune, le premier recensement exhaustif entrant dans le cadre du nouveau dispositif a été réalisé en 2004.

En 2022, la commune comptait 151 habitants, en évolution de −7,36 % par rapport à 2016 (Ardèche : +2,48 %, France hors Mayotte : +2,11 %).
| 1793  | 1800  | 1806  | 1821  | 1831  | 1836  | 1841  | 1846  | 1851  |
| ----- | ----- | ----- | ----- | ----- | ----- | ----- | ----- | ----- |
| 1 250 | 1 550 | 1 446 | 1 514 | 1 520 | 1 698 | 1 538 | 1 640 | 1 624 |

| 1856  | 1861  | 1866  | 1872  | 1876  | 1881  | 1886  | 1891  | 1896  |
| ----- | ----- | ----- | ----- | ----- | ----- | ----- | ----- | ----- |
| 1 664 | 1 656 | 1 609 | 1 592 | 1 553 | 1 580 | 1 568 | 1 518 | 1 553 |

| 1901  | 1906  | 1911  | 1921  | 1926 | 1931 | 1936 | 1946 | 1954 |
| ----- | ----- | ----- | ----- | ---- | ---- | ---- | ---- | ---- |
| 1 425 | 1 306 | 1 327 | 1 091 | 998  | 938  | 857  | 740  | 915  |

| 1962 | 1968 | 1975 | 1982 | 1990 | 1999 | 2004 | 2006 | 2009 |
| ---- | ---- | ---- | ---- | ---- | ---- | ---- | ---- | ---- |
| 545  | 436  | 348  | 303  | 268  | 205  | 187  | 191  | 175  |

| 2014 | 2019 | 2022 | - | - | - | - | - | - |
| ---- | ---- | ---- | - | - | - | - | - | - |
| 162  | 149  | 151  | - | - | - | - | - | - |

### Enseignement
La commune est rattachée à l'académie de Grenoble.

### Médias
Deux organes de presse écrite sont distribués dans la commune :
- L'Hebdo de l'Ardèche

Il s'agit d'un journal hebdomadaire français basé à Valence et diffusé à Privas depuis 1999. Il couvre l'actualité pour tout le département de l'Ardèche.
- Le Dauphiné libéré

Il s'agit d'un journal quotidien de la presse écrite française régionale distribué dans la plupart des départements de l'ancienne région Rhône-Alpes, notamment l'Ardèche. La commune est située dans la zone d'édition du centre-Ardèche (Privas).

## Culture locale et patrimoine

### Lieux et monuments
- Moulin de Cassonié, moulin monument historique depuis 2018.
- Église de l'Assomption de Cros-de-Géorand.

### Héraldique
| Blason de Cros-de-Géorand | Blason  | D'azur à trois têtes de lion arrachées et couronnées d'or, lampassées d'argent.                                                                                     |
| Blason de Cros-de-Géorand | Détails | Blason modifié de la famille De Géorand qui portait : D'azur à trois têtes de lion arrachées et couronnées d'or, lampassées de gueules. Adopté par la municipalité. |